# Albelda (kommunhuvudort)
Albelda är en kommunhuvudort i Spanien.   Den ligger i provinsen Provincia de Huesca och regionen Aragonien, i den nordöstra delen av landet, 400 km öster om huvudstaden Madrid. Albelda ligger 362 meter över havet och antalet invånare är 877.
Terrängen runt Albelda är kuperad åt nordost, men åt sydväst är den platt. Terrängen runt Albelda sluttar söderut. Runt Albelda är det ganska tätbefolkat, med 80 invånare per kvadratkilometer. Närmaste större samhälle är Tamarit de Llitera / Tamarite de Litera, 3,2 km väster om Albelda. Trakten runt Albelda består till största delen av jordbruksmark.